# Dynamix
Dynamix war ein US-amerikanisches Entwicklungsstudio für Computerspiele. Das Unternehmen aus Eugene (Oregon) war von 1984 bis 2001 tätig, seit 1990 als Tochterunternehmen des US-amerikanischen Publishers Sierra Entertainment. In diesem Zeitraum veröffentlichte Dynamix Spiele in zahlreichen unterschiedlichen Genres.

## Geschichte
Dynamix wurde 1984 von Jeff Tunnell und Damon Slye in Eugene, Oregon (USA) gegründet. Anfangs wurden Spiele für andere Vertriebsfirmen, u. a. Electronic Arts, Activision und Mediagenic entwickelt. 1990 kaufte Sierra On-Line (später Sierra Entertainment) Dynamix auf und in der Folge entstanden Spiele wie A-10 Tank Killer, sowie die ebenfalls ausgezeichneten Spiele Red Baron und die „Aces“-Reihe mit Aces of the Pacific, Aces of the Deep und Aces over Europe. Neben den Simulationen entstanden Adventure-, Arcade- und Sportspiele, z. B. Heart of China, Rise of the Dragon oder The Incredible Machine.
Zuletzt entstanden für Sierra die Mech-Simulationen EarthSiege, Earthsiege 2 und die Ego-Shooter der Tribes-Serie. Daneben versuchte Sierra recht erfolglos, mit der Pro Pilot-Serie dem Microsoft Flight Simulator Konkurrenz zu machen. Im Juli 2000 verließ Firmengründer Jeff Tunnell zusammen mit Rick Overmann und Tim Gift das Unternehmen, um das neue Entwicklerstudio GarageGames zu gründen. Im August 2001 wurde Dynamix geschlossen, nach Angaben von Sierra Entertainment um die Produktentwicklung und das Marketing zu konsolidieren. 250 Mitarbeiter wurden entlassen.

## Veröffentlichungen
- 1982: Stellar 7
- 1984: Skyfox (nur die Amiga-/Mac-OS-Portierungen)
- 1986: Championship Baseball
- 1986: Arctic Fox
- 1986: GBA Championship Basketball: Two-on-Two
- 1987: Skyfox 2: The Cygnus Conflict
- 1988: The Train: Escape to Normandy
- 1988: Abrams Battle Tank
- 1988: Pete Rose Pennant Fever
- 1988: Caveman Ugh-Lympics
- 1988: F-14 Tomcat
- 1989: Motocross
- 1989: Mechwarrior
- 1989: A-10 Tank Killer
- 1989: Ghostbusters 2
- 1989: Deathtrack
- 1989:  Die Hard
- 1989: David Wolf: Secret Agent
- 1989: Project Firestart
- 1990: Red Baron
- 1990: Rise of the Dragon
- 1991: The Adventures of Willy Beamish
- 1991: Nova 9: Return of Gir Draxon
- 1991: Heart of China
- 1991: Red Baron: Mission Builder
- 1992: Aces of the Pacific: Expansion Disk – WWII: 1946
- 1992: Aces of the Pacific
- 1992: The Incredible Machine
- 1993: Stellar-Fire
- 1993: Sid & Al’s Incredible Toons
- 1993: Classic Power Compilation
- 1993: Betrayal at Krondor
- 1993: Alien Legacy
- 1993: Space Quest V: Roger Wilco – The Next Mutation
- 1993: Front Page Sports: Football
- 1993: Front Page Sports: Football Pro
- 1993: Aces over Europe
- 1993: Take a Break! Pinball
- 1993: Johnny Castaway (Bildschirmschoner)
- 1994: Metaltech: Earthsiege
- 1994: Metaltech: Earthsiege Speech Pack
- 1994: Front Page Sports: Baseball ’94
- 1994: Bouncers
- 1995: Metaltech: Battledrome
- 1995: Aces of the Deep
- 1995: Aces: The Complete Collector's Edition
- 1995: The Incredible Machine 3
- 1995: Earthsiege 2
- 1995: Aces of the Deep Expansion Disk
- 1996: 3-D Ultra Pinball
- 1996: Rendezvous im Weltraum
- 1996: Silent Thunder
- 1996: MissionForce: CyberStorm
- 1996: Front Page Sports: Trophy Bass 2
- 1996: 3-D Ultra Pinball: Creep Night
- 1997: Front Page Sports: Trophy Bass 2 - Northern Lakes
- 1997: 3-D Ultra Pinball: The Lost Continent
- 1997: Red Baron 2
- 1997: Front Page Sports: Trophy Rivers
- 1997: Front Page Sports: Ski Racing
- 1997: Aces: Collection Series
- 1997: Red Baron With Mission Builder
- 1997: Outpost 2: Geteilte Bestimmung
- 1997: Sierra Pro Pilot
- 1998: 3-D Ultra NASCAR Pinball
- 1998: Starsiege
- 1998: Starsiege: Tribes
- 1998: CyberStorm 2: Corporate Wars
- 1998: Pro Pilot ’99
- 1998: Red Baron 3D
- 1999: Field & Stream: Trophy Bass 3D
- 1999: Tribes Action Pack
- 1999: Curse You! Red Baron
- 1999: 3-D Ultra Cool Pool
- 2000: RC Racers II
- 2000: 3D Ultra Lionel Traintown Deluxe
- 2001: Tribes 2
- 2001: The Incredible Machine: Even More Contraptions